# Iran aux Jeux olympiques
L'Iran a participé pour la première fois aux Jeux olympiques d'été de 1948 à Londres, avec trente-six représentants dans cinq sports.  Depuis, l'Iran n'a manqué que deux éditions des Jeux olympiques d'été, en 1980 à Moscou et en 1984 à Los Angeles.
Les athlètes iraniens ont remporté un total de 76 médailles (au 8 août 2021),  exclusivement en athlétisme, haltérophilie, karaté, lutte, taekwondo et tir.

## Autorité de tutelle
Le Comité national olympique pour l'Iran est le Comité national olympique iranien (National Olympic Committee of the Islamic Republic of Iran), qui est fondé et reconnu en 1947.

## Tableau des médailles

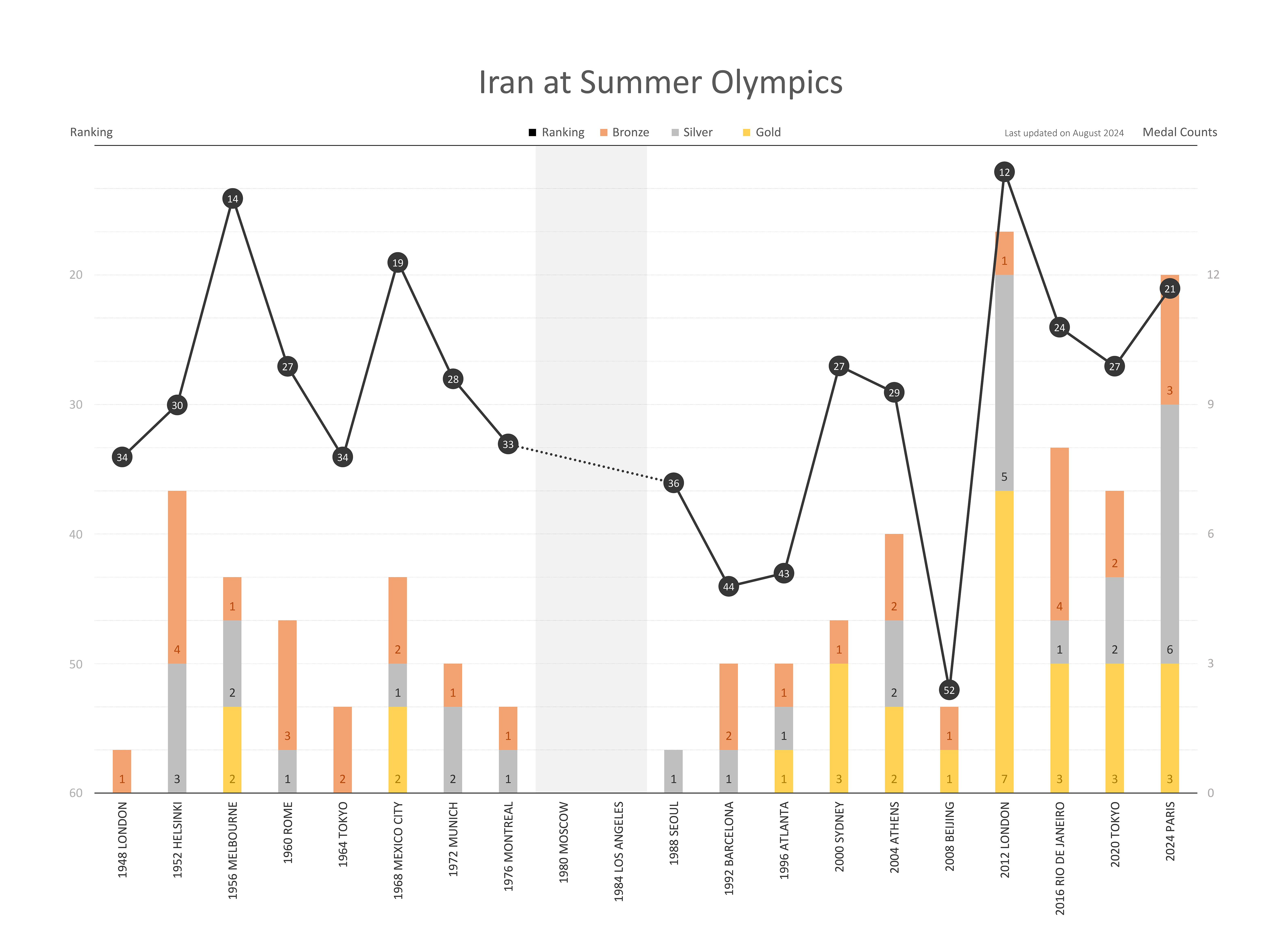
Iran aux Jeux olympiques d'été

### Par année
| Année | Médaille d'or, Jeux olympiques | Médaille d'argent, Jeux olympiques | Médaille de bronze, Jeux olympiques | Total    |
| 1896  | boycotté                       | boycotté                           | boycotté                            | boycotté |
| 1900  | 0                              | 0                                  | 0                                   |          |
| 1904  | boycotté                       | boycotté                           | boycotté                            | boycotté |
| 1908  | boycotté                       | boycotté                           | boycotté                            | boycotté |
| 1912  | boycotté                       | boycotté                           | boycotté                            | boycotté |
| 1920  | boycotté                       | boycotté                           | boycotté                            | boycotté |
| 1924  | boycotté                       | boycotté                           | boycotté                            | boycotté |
| 1928  | boycotté                       | boycotté                           | boycotté                            | boycotté |
| 1932  | boycotté                       | boycotté                           | boycotté                            | boycotté |
| 1936  | boycotté                       | boycotté                           | boycotté                            | boycotté |
| 1948  | 0                              | 0                                  | 1                                   | 1        |
| 1952  | 0                              | 3                                  | 4                                   | 7        |
| 1956  | 2                              | 2                                  | 1                                   | 5        |
| 1960  | 0                              | 1                                  | 3                                   | 4        |
| 1964  | 0                              | 0                                  | 2                                   | 2        |
| 1968  | 2                              | 1                                  | 2                                   | 5        |
| 1972  | 0                              | 2                                  | 1                                   | 3        |
| 1976  | 0                              | 1                                  | 1                                   | 2        |
| 1980  | boycotté                       | boycotté                           | boycotté                            | boycotté |
| 1984  | boycotté                       | boycotté                           | boycotté                            | boycotté |
| 1988  | 0                              | 1                                  | 0                                   | 1        |
| 1992  | 0                              | 1                                  | 2                                   | 3        |
| 1996  | 1                              | 1                                  | 1                                   | 3        |
| 2000  | 3                              | 0                                  | 1                                   | 4        |
| 2004  | 2                              | 2                                  | 2                                   | 6        |
| 2008  | 1                              | 0                                  | 1                                   | 2        |
| 2012  | 7                              | 5                                  | 1                                   | 13       |
| 2016  | 3                              | 1                                  | 4                                   | 8        |
| 2020  | 3                              | 2                                  | 2                                   | 7        |
| Total | 24                             | 23                                 | 29                                  | 76       |

| Année | Médaille d'or, Jeux olympiques | Médaille d'argent, Jeux olympiques | Médaille de bronze, Jeux olympiques | Total    |
| 1924  | boycotté                       | boycotté                           | boycotté                            | boycotté |
| 1928  | boycotté                       | boycotté                           | boycotté                            | boycotté |
| 1932  | boycotté                       | boycotté                           | boycotté                            | boycotté |
| 1936  | boycotté                       | boycotté                           | boycotté                            | boycotté |
| 1948  | boycotté                       | boycotté                           | boycotté                            | boycotté |
| 1952  | boycotté                       | boycotté                           | boycotté                            | boycotté |
| 1956  | 0                              | 0                                  | 0                                   | 0        |
| 1960  | boycotté                       | boycotté                           | boycotté                            | boycotté |
| 1964  | 0                              | 0                                  | 0                                   | 0        |
| 1968  | 0                              | 0                                  | 0                                   | 0        |
| 1972  | 0                              | 0                                  | 0                                   | 0        |
| 1976  | 0                              | 0                                  | 0                                   | 0        |
| 1980  | boycotté                       | boycotté                           | boycotté                            | boycotté |
| 1984  | boycotté                       | boycotté                           | boycotté                            | boycotté |
| 1988  | boycotté                       | boycotté                           | boycotté                            | boycotté |
| 1992  | boycotté                       | boycotté                           | boycotté                            | boycotté |
| 1994  | boycotté                       | boycotté                           | boycotté                            | boycotté |
| 1998  | 0                              | 0                                  | 0                                   | 0        |
| 2002  | 0                              | 0                                  | 0                                   | 0        |
| 2006  | 0                              | 0                                  | 0                                   | 0        |
| 2010  | 0                              | 0                                  | 0                                   | 0        |
| Total | 0                              | 0                                  | 0                                   | 0        |

### Par sport
| \| Place \| Sport \| Médaille d'or, Jeux olympiques \| Médaille d'argent, Jeux olympiques \| Médaille de bronze, Jeux olympiques \| Total \| \| 1 \| Lutte \| 11 \| 15 \| 21 \| 47 \| \| 2 \| Haltérophilie \| 9 \| 6 \| 5 \| 20 \| \| 3 \| Taekwondo \| 2 \| 1 \| 3 \| 6 \| \| 4 \| Tir \| 1 \| 0 \| 0 \| 1 \| \| 4 \| Karaté \| 1 \| 0 \| 0 \| 1 \| \| 6 \| Athlétisme \| 0 \| 1 \| 0 \| 1 \| \| Total \| Total \| 24 \| 23 \| 29 \| 76 \| |               |                                |                                    |                                     |       |
| Place | Sport         | Médaille d'or, Jeux olympiques | Médaille d'argent, Jeux olympiques | Médaille de bronze, Jeux olympiques | Total |
| 1 | Lutte         | 11                             | 15                                 | 21                                  | 47    |
| 2 | Haltérophilie | 9                              | 6                                  | 5                                   | 20    |
| 3 | Taekwondo     | 2                              | 1                                  | 3                                   | 6     |
| 4 | Tir           | 1                              | 0                                  | 0                                   | 1     |
| 4 | Karaté        | 1                              | 0                                  | 0                                   | 1     |
| 6 | Athlétisme    | 0                              | 1                                  | 0                                   | 1     |
| Total | Total         | 24                             | 23                                 | 29                                  | 76    |

## Les sportifs médaillés
Le record du nombre de médailles pour un athlète iranien est détenu par le taekwondoïste Hadi Saei qui a remporté trois médailles.
| Nom                | Sport         | Jeux           | Médaille d'or, Jeux olympiques | Médaille d'argent, Jeux olympiques | Médaille de bronze, Jeux olympiques | Total |
| Hadi Saei          | Taekwondo     | 2000-2004-2008 | 2                              | 1                                  | 0                                   | 3     |
| Gholam Reza Takhti | Lutte         | 1952-1956-1960 | 1                              | 2                                  | 0                                   | 3     |
| Mohammad Nassiri   | Haltérophilie | 1968-1972-1976 | 1                              | 1                                  | 1                                   | 3     |
| Hossein Reza Zadeh | Haltérophilie | 2000-2004      | 2                              | 0                                  | 0                                   | 2     |